# GOLDEN☆BEST 松坂慶子 やさしさの季節
『GOLDEN☆BEST 松坂慶子 やさしさの季節』（ゴールデン☆ベスト まつざかけいこ やさしさのきせつ）は、松坂慶子のベスト・アルバム。2009年2月18日発売。発売元はコロムビアミュージックエンタテインメント。規格品番：COCP-35360。

## 解説
各レコード会社から発売されている“ゴールデン☆ベスト”シリーズの中の1枚で、女優としても活動する松坂慶子の廉価版ベスト・アルバム。
新曲として、アルバム名にも引用されている「やさしさの季節」が収録されている。本楽曲は、NHKラジオ（NHKラジオ第1放送・NHK-FM放送・NHKワールド・ラジオ日本）で放送されている深夜放送『ラジオ深夜便』の、2009年1月〜3月期「深夜便のうた」として使用された。
ほか、中島みゆきからの提供曲とカバー曲「海と宝石」「霧に走る」、山崎ハコのカバー曲「織江の唄」、ジャズ・スタンダード・ナンバー「月光価千金」「スウィート・ジェニー・リー」、伝承曲「島原地方の子守唄」、松坂自身が出演した角川・松竹映画『蒲田行進曲』の同名楽曲など、幅広いジャンルが収録されている。

## 収録曲
1. やさしさの季節
  - 作詞：喜多條忠 作曲・編曲：坂田晃一
  - NHKラジオ『ラジオ深夜便』2009年1月～3月期「深夜便のうた」より
2. 愛の水中花
  - 作詞：五木寛之 作曲・編曲：小松原まさし
  - TBS系木曜座『水中花』主題歌
3. 夜明けのタンゴ
  - 作詞：五木寛之 作曲・編曲：小松原まさし
  - TBS系火曜ドラマ『夜明けのタンゴ』主題歌
4. 織江の唄
  - 作詞：五木寛之 作曲：山崎ハコ 編曲：小松原まさし
  - 映画『青春の門』より
5. 海と宝石
  - 作詞・作曲：中島みゆき 編曲：甲斐正人
6. 爛漫
  - 作詞・作曲：谷村新司 編曲：福井峻
  - 松竹映画『化粧』主題歌
7. ラジオのついたナイト・テーブル
  - 作詞：井上陽水 作曲：小室等 編曲：川崎真弘
  - TBSラジオ『愛のドラマ・シリーズ』主題歌
8. 雨の舗道で
  - 作詞：五木寛之 作曲・編曲：小松原まさし
  - TBS系木曜座『水中花』挿入歌 「愛の水中花」B面
9. 恋のメモリー
  - 作詞：五木寛之 作曲・編曲：小松原まさし
  - 「夜明けのタンゴ」B面
10. 島原地方の子守唄
  - 作詞：宮崎耿平・妻城良夫 作曲：宮崎耿平 編曲：小松原まさし
  - 「織江の唄」B面
11. 霧に走る
  - 作詞・作曲：中島みゆき 編曲：甲斐正人
  - 「海と宝石」B面
12. 淋しい電話
  - 作詞・作曲：谷村新司 編曲：信田かずお
  - 「爛漫」B面
13. 月光価千金
  - 作詞：L.Shay 訳詞：三根徳一
  - 作曲：C.Tobias,W.Jerome,L.Shay 編曲：越部信義
  - 映画『上海バンスキング』より、歌：松坂慶子with志穂美悦子
14. スウィート・ジェニー・リー（SWEET JENNIE LEE）
  - 作詞・作曲：W,Donaldson 訳詞：堀内敬三 編曲：越部信義
  - 映画『上海バンスキング』より、歌：松坂慶子with志穂美悦子
  - 「月光価千金」B面
15. 赤い靴はいてた淫らな娘
  - 作詞：阿久悠 作曲：小林亜星 編曲：青木望
  - 映画『自由な女神たち』より
16. 蒲田行進曲
  - 作詞：B.Hooker,R.Friml 訳詞：堀内敬三 作曲：B.Hooker
  - 映画『蒲田行進曲』より、歌：松坂慶子・風間杜夫・平田満
17. やさしさの季節（オリジナル・カラオケ）